# Brukslidens IP
Brukslidens IP är en idrottsplats i Ankarsrum i Västerviks kommun i Sverige. 
Den är belägen alldeles intill infarten från riksväg 40. Det är en elbelyst bandybana med omklädningsrum i klubbhuset. 
Brukslidens IP är hemmabana för Ankarsrums IS i bandy och fotboll.